# Graça Ogot
Grace Emily Ogot (nascida Akinyi; 15 de maio de 1930 - 18 de março de 2015) foi uma escritora, enfermeira, jornalista, política e diplomata queniana. Juntamente com Charity Waciuma, ela foi a primeira escritora queniana anglófona a ser publicada. Ela foi uma das primeiras parlamentares quenianas e tornou-se ministra adjunta do Quênia.

## Biografia
Ogot nasceu Grace Emily Akinyi em uma família cristã em 15 de maio de 1930 em Asembo, no distrito de Nyanza, no Quênia - uma aldeia altamente povoada pelo grupo étnico predominantemente cristão Luo . Seu pai, Joseph Nyanduga, foi um dos primeiros homens na aldeia de Asembo a obter uma educação formal. Ele se converteu cedo à Igreja Anglicana e ensinou na Escola de Meninas Ng'iya da Sociedade Missionária da Igreja. Com o pai, ela aprendeu as histórias do Antigo Testamento e foi com a avó que Ogot aprendeu os contos populares tradicionais da região, nos quais mais tarde ela se inspiraria.
Ogot frequentou a Ng'iya Girls' School e a Butere High School durante sua juventude. De 1949 a 1953, ela treinou como enfermeira no Hospital de Treinamento de Enfermagem em Uganda . Mais tarde, ela trabalhou em Londres, Inglaterra, no St. Thomas Hospital for Mothers and Babies.
Em 1975, Ogot trabalhou como delegada do Quênia na assembléia geral das Nações Unidas . Posteriormente, em 1976, tornou-se membro da delegação queniana à UNESCO . Naquele ano, ela presidiu e ajudou a fundar a Associação de Escritores do Quênia . Em 1983, ela se tornou uma das poucas mulheres a servir como membro do parlamento e a única ministra assistente no gabinete do então presidente Daniel arap Moi .

## Trabalhar

### carreira de escritor
Em 1968, Grace Ogot leu seu conto "A Year of Sacrifice" em uma conferência sobre Literatura Africana na Universidade Makerere em Uganda. Depois de descobrir que não havia nenhum outro trabalho apresentado ou exibido de escritores da África Oriental, Ogot ficou motivada a publicar seus trabalhos, o que ela fez tanto na língua Luo quanto em inglês. "A Year of Sacrifice" apareceu impresso como o primeiro trabalho publicado de Ogot no jornal africano Black Orpheus em 1963. Em 1964, seu conto "The Rain Came" foi publicado como parte da coleção Modern African Stories, co-editado por Es'kia Mphahlele, que organizou a conferência mencionada anteriormente sobre Literatura Africana na Universidade Makerere em Uganda em 1962. "The Rain Came" foi uma versão retrabalhada de "A Year of Sacrifice", mas consideravelmente encurtada e com começo e fim diferentes. Também em 1964, o conto "Ward Nine" foi publicado na revista Transition .
O primeiro romance de Ogot, The Promised Land, ambientado na década de 1930, foi publicado em 1966 e focou na emigração Luo e as dificuldades  que surgem com a migração. Seus principais protagonistas emigram de Nyanza para o norte da Tanzânia, em busca de terras férteis e riquezas. A história também se focou temas de ódio tribal, materialismo e noções tradicionais de feminilidade e deveres de esposa. 1968 viu a publicação de Land Without Thunder, uma coleção de contos ambientados na antiga Luoland. As descrições, ferramentas literárias e histórias de Ogot em Land Without Thunder oferecem uma visão valiosa sobre a cultura Luo na África Oriental pré-colonial. Seus outros trabalhos incluem The Strange Bride, The Graduate, The Other Woman e The Island of Tears. 
Muitas de suas histórias são ambientadas no cenário do Lago Vitória e nas tradições do povo Luo. Um tema que aparece com destaque no trabalho de Ogot é a importância do folclore tradicional Luo, mitologias e tradições orais. Este tema está em primeiro plano em "The Rain Came", um conto que foi relatado a Ogot em sua juventude por sua avó, segundo o qual a filha de um chefe deve ser sacrificada para trazer chuva. Além disso, os contos de Ogot justapõem temas e noções tradicionais e modernas, demonstrando os conflitos e convergências que existem entre as velhas formas de pensar e as novas. Em The Promised Land, o personagem principal, Ochola, sofre de uma doença misteriosa que não pode ser curada por intervenção médica. Eventualmente, ele procura um curandeiro. Ogot explica esses processos de pensamento como exemplares da mistura de entendimentos tradicionais e modernos: "Muitas das histórias que contei são baseadas na vida cotidiana... E, em última análise, quando a Igreja falha e o hospital falha, esses as pessoas sempre escorregarão para algo em que confiam, algo dentro de seu próprio contexto cultural. Pode nos parecer mera superstição, mas aqueles que acreditam nisso são curados. No dia-a-dia de algumas comunidades no Quênia, coexistem tanto as curas modernas quanto as tradicionais."

## Publicações
- Aloo kod Apul-Apul (1981), em Luo.
- Ber wat (1981), em Luo.
- The Graduate, Nairóbi: Uzima Press, 1980.
- A Ilha das Lágrimas (contos), Nairóbi: Uzima Press, 1980.
- Terra Sem Trovão; contos, Nairobi: East African Publishing House, 1968.
- Miaha (em Luo), 1983; traduzido como The Strange Bride por Okoth Okombo (1989)
- The Other Woman: Selected Short Stories, Nairobi: Transafrica, 1976.
- A Terra Prometida: um romance, Nairobi: East African Publishing House, 1966.
- The Strange Bride, traduzido de Dholuo (originalmente publicado como Miaha, 1983) por Okoth Okombo; Nairóbi: Heinemann Quênia, 1989.ISBN 9966-46-865-X
- Simbi Nyaima - o lago que afundou (2018)
- A Conta Real (2018)
- Princesa Nyilaak (2018)